# Бруна, Дик
Дик Бруна (23 августа 1927 — 16 февраля 2017) — нидерландский художник и иллюстратор, автор персонажей Миффи (нидерл. Nijntje), медвежат Бориса и Барбары, доброй девочки-поросёнка Поппи и собаки Снуффи.
Книги Бруны переведены на 40 языков, в мире продано более 85 миллионов их копий. Он получил множество наград за свои книги, например, Золотую кисть в 1990 году за Boris Bear и Серебряную кисть за Miffy In The Tent в 1996 году. В 1997 году его наградили Silver Slate за Dear Grandma Bunny, книгу, в которой бабушка Миффи заболевает и умирает.
Миффи была придумана в 1955 году: Бруна рассказал своему годовалому сыну Сьерку (Sierk) сказки о крольчонке, которого видел в дюнах на выходных в Эдмонд ан Зи. Миффи стала девочкой после того, как Бруна решил, что хочет нарисовать на кролике платьице, а не штаны. Согласно сказке, Миффи — ребёнок четырёх лет от роду.

## Избранные биографии и библиографии
- Petit Glam Issue no. 3- Paradise in Pictograms Issue (англ.). — Petit Glam, 1998. — ISBN 4771303290.
- Jansen, Bert. Dick Bruna boekomslagen (нид.). — Centraal Museum, 1998. — ISBN 90-73285-71-2.
- Widdershoven, Thomas; Thomas Widdershoven, Gert Staal. boris en de paraplu (нид.). — Centraal Museum, 1998. — ISBN 90-73285-74-7.
- Yanagimoto, Koichi (editor). Zwarte Beertjes- Book Cover Designs by Dick Bruna (англ.). — Glyph, 2004.
- Linders, Joke; Joke Linders, Koosje Sierman, Ivo de Wijs, Truusje Vrooland-Löb. Dick Bruna (English Edition) (англ.). — Waanders Publisher, Zwolle/Mercis Publishing, Amsterdam, 2006. — ISBN 9040083428.
- Reitsma, Ella; Ella Reisma, Kees Nieuwenhuijzen (editor). Het paradijs in Pictogram (Paradise in Pictograms) (нид.). — Mercis Publishing, Amsterdam, 1989.
- Kohnstamm, Dolph. The eye demands an eye- Reflections about the children's books by Dick Bruna (english ed.) (нид.). — Mercis Publishing, Amsterdam, 1991. — ISBN 90-73991-03-X.
- ディック・ブルーナ. ディック・ブルーナ ぼくのこと、ミッフィーのこと (単行本) (яп.). — Kodansha publishers, Ltd. 講談社, 2005. — ISBN 4062128268.
- All About Dick Bruna ディック・ブルーナのすべて (単行本) (яп.). — Kodansha publishers, Ltd. 講談社. — ISBN 4-06-208962-9.

Статья
- Herdeg, Walter (editor). Graphis Annual- '57-'58, '59-'60, '60-'61, '61-'62, '62-'63, '63-'64, '66-'67, '68-'69 (англ.). — The Graphis Press.